# Дашааватара

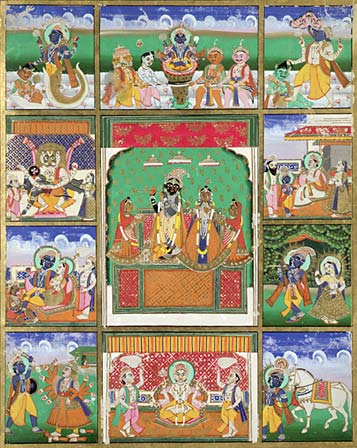
Десять аватар Вішну, (За годинниковою стрілкою, від верхнього лівого) Матсйа, Курма, Вараха, Вамана, Крішна, Калкі, Буддга, Паршурама, Рама і Нарасімга, (у центрі) Крішна. Картина нині розміщена в музеї Вікторії й Альберта.

 Дашаватара (санскр. दशावतार, daśāvatāra IAST) — десять основних аватар Вішну (в деяких традиціях вайшнавізму — Крішни), які докладно описуються в Пуранах. В філософії вайшнавізму термін аватара (санскр. अवतार, avatāra IAST) зазвичай використовують для позначення «втілення» або «явища», а  даша (санскр. दश, daśa IAST) в перекладі з санскриту означає «десять». Це так звані маха-аватари (великі аватари). Список Дашаватара приведений в «Ґаруда-пурані» (1.86.10-11). Там також виділені ті аватари, чия місія була найбільш важливою. Більшість аватар в цьому списку характеризуються як ліла-аватари. Перші чотири з'явилися в Сатья-юзі (першу з чотирьох Юґ, або епох, в індуїстському циклі часу). Наступні три аватари спустились в Трета-юзі, восьме втілення у Двапара-юзі та дев'яте в Калі-юзі. Передбачено, що десята аватара з'явиться наприкінці нинішньої епохи Калі-юги.
На думку дослідників, джерела концепції аватар Вішну містяться вже в Шатапатха-брахмані.

## Дашаватара
1. Маця (санскр. मत्स्य, matsya IAST, «риба»)[4] — втілившись в рибу, Вішну рятує від потопу сьомого Ману — Вайвасвату, а також багатьох ріші та насіння всіх рослин, які Ману бере з собою на корабель. За версією «Бгаґавата-Пурани», Вішну в цій аватарі також вбиває демона Хаягріву та повертає викрадені демоном чотири Веди.
2. Курма (санскр. कूर्म, kūrma IAST, «черепаха»)[4] — Вішну у вигляді черепахи занурюється на дно світового океану, щоб врятувати загиблі під час потопу цінності. Боги і асури встановлюють на черепасі гору Мандару як збивачку і, обмотавши навколо неї змія Васуки (Шеша), починають збовтувати океан, з якого добувають амріту, Лакшмі, місяць, апсару Рамбху, Сурабгі та деякі інші священні істоти та предмети.
3. Вараха (санскр. वराह, varāha IAST, «вепр»)[4] — щоб врятувати землю, яку демон Хіран'якша втопив у Океані, Вішну втілився у Вепра, вбив демона у поєдинку, який тривав тисячу років, і підняв Землю на своїх іклах.
4. Нарасімха (санскр. नरसिंह, narasiṃha IAST, «людина-лев»)[4]. У цій аватарі Вішну позбавляє землю від тиранії демона Хіран'якашіпу, якого розриває на шматки, прийнявши вигляд Нарасімхи — чудовиська з тулубом людини та головою Лева.
5. Вамана (санскр. वामन, vāmana IAST, «карлик»)[4] — цар дайтів Балі, завдяки своїм аскетичним подвигам, отримав владу над трилокою — трьома світами (небом, землею, підземним світом) та підпорядкував девів. Мати богів Адіті звернулася до Вішну за допомогою, і тоді він в образі карлика постав перед Балі та попросив у нього стільки землі, скільки зможе відміряти своїми трьома кроками. Отримавши згоду, Вішну першими двома кроками покрив увесь всесвіт, але від третього кроку втримався, після того, як Балі запропонував за нього свою голову.
6. Парашюрама (санскр. परशुराम, paraśurāma IAST, «Рама з сокирою»)[4] — втілившись в сина брахмана Джамадагни — Парашюраму, Вішну винищив безліч кшатріїв та передав верховенство у світі брагманам.
7. Рама (санскр. राम, rāma IAST, «чарівний»)[4] — принц і цар Айодх'ї, з'явився в Трета-юзі. Втілення Вішну як ідеального царя і чоловіка.
8. Крішна (санскр. कृष्ण, kṛṣṇa IAST «темний» або «всепривабливий»)[4] — з'явився у Двапара-юзі разом зі своїм братом Баларамою. В таких традиціях кришнаїзму, як гаудія-вайшнавізм, Німбарка-сампрадая та Валлабга-сампрадая, Крішну вважають не аватарою, а сваям-бхагаваном — верховною формою Бога і джерелом як усіх аватар, так і самого Вішну. Згідно з «Бхаґавата-Пураною», брат Крішни Баларама був утіленням Ананта-Шеші. Більшість течій у вайшнавізмі також визнають Балараму як аватару Вішни. У версіях списку Дашаватара, в яких немає згадки про Будду, Баларама згадується як дев'ята аватара Вішну.
9. Гаутама Будда (санскр. गौतम बुद्ध «просвітлений»)[4] — явився в Калі-юзі щоби переконати асурів у святості Вед та позбавити їх сили. Другою причиною цього втілення Вішну було бажання виявити розбещених та нестійких у вірі людей, збудити в них сумнів у святості Вед і в необхідності виконувати священні обряди, а потім погубити їх.[4]
10. Калкі (санскр. कल्कि, kalki IAST «вічність», або «час», або «руйнівник розпусти»)[4] — чорний Вішну на білому коні, з блискучим мечем у руці нищить лиходіїв, відновлює дхарму та підготовлює прийдешнє відродження світу. це єдина «Майбутня», месіанська аватара Вішну, і з'явиться вона, згідно з пуранічною хронологією, наприкінці Калі-юґи, тобто наприкінці нинішньої епохи в індуїстському часовому циклі, яка закінчиться 428 899 року н. е.

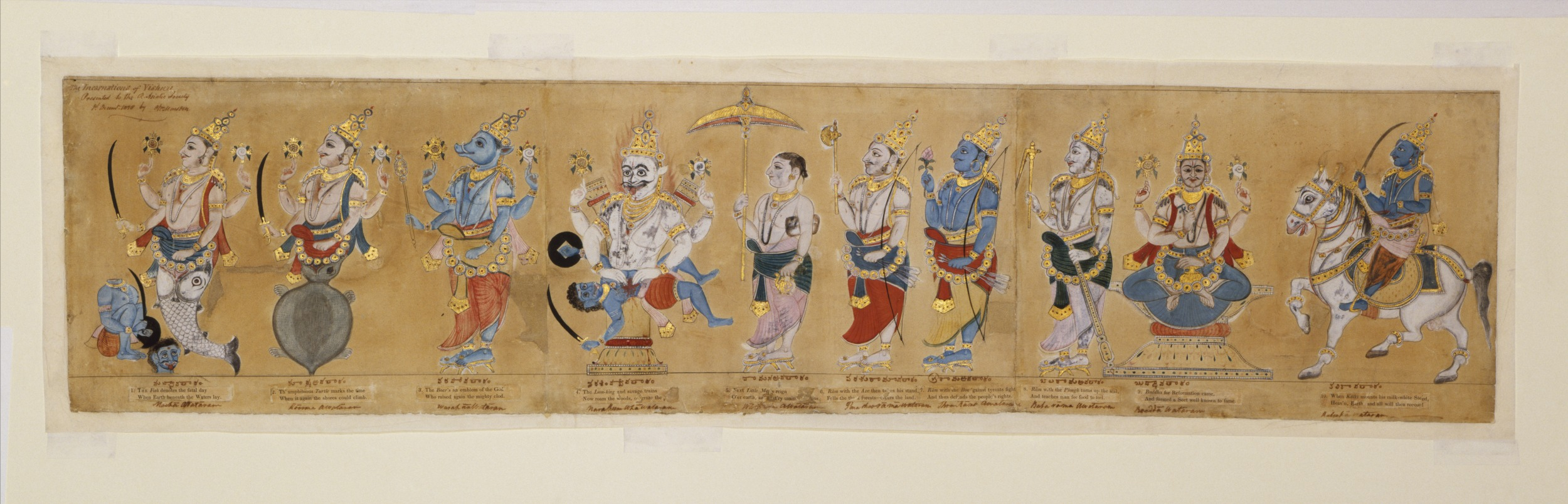
Дашаватара Вішну. 1771—1779 рр, Андхра-Прадеш, Індія. Музей Вікторії та Альберта, Лондон.